# Тодор Димов – Габеро
Тодор Кочов Димов – Габеро е български революционер, деец на Вътрешната македоно-одринска революционна организация. Наричан „последния комитаджия от битолското поле“.

## Биография
Тодор Димов е роден в 1872 година в битолското село Радобор, тогава в Османската империя. Включва се в националноосвободителното движение и става член на Вътрешната македоно-одринска революционна организация. Става четник при Стойо Орленчето в 1903 година.
Умира на 5 юни 1977 година в Битоля.
Негов внук е Методи Димов. Димов е автор на няколко книги, посветени на българското националноосвободително движение в Македония. Книгата „Габеро“, посветена на неговия дядо Тодор Димов – Габеро, става известна с политически скандал, когато се установява, че българският президент Георги Първанов е консултирал написването ѝ като сътрудник на Държавна сигурност.